# Martin Lucke

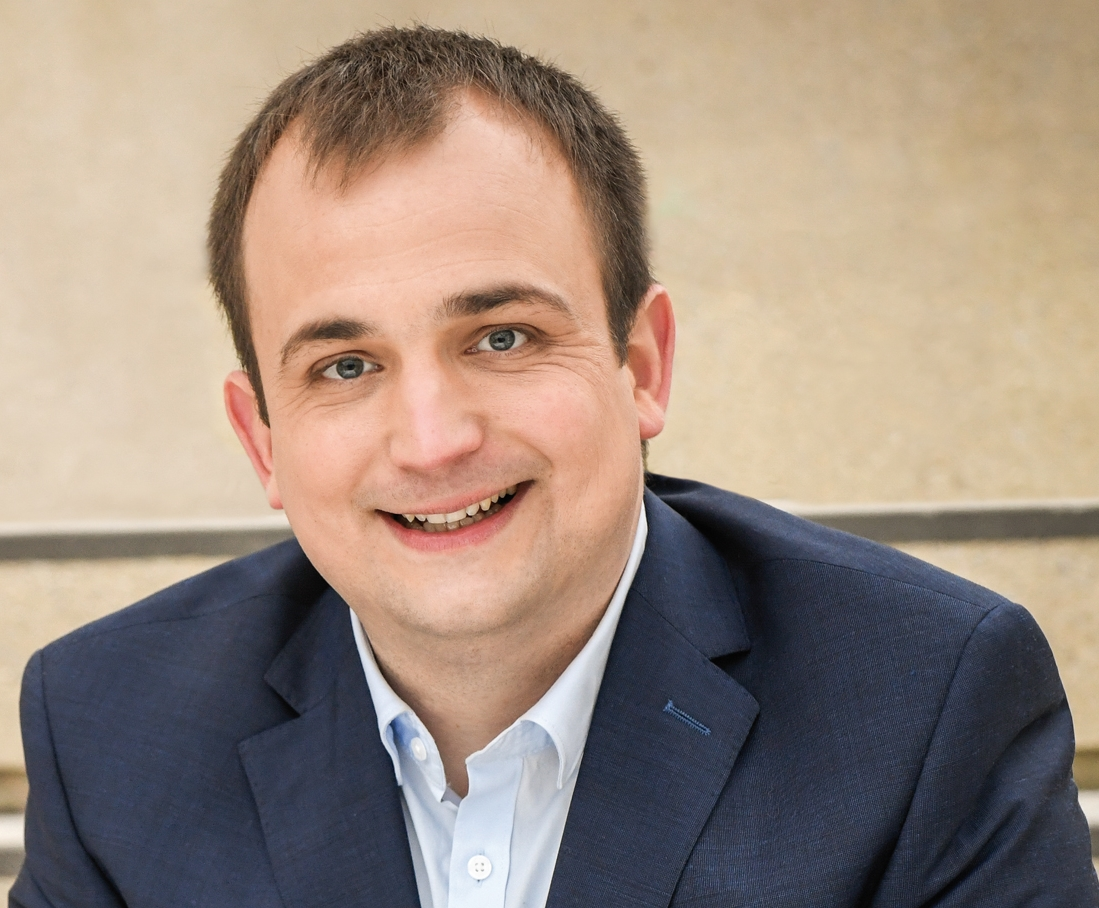
Martin Lucke (2022)

Martin Lucke (* 9. November 1988 in Bergisch Gladbach-Bensberg) ist ein deutscher Politiker (CDU) und seit dem 1. Juni 2022 Abgeordneter im Nordrhein-Westfälischen Landtag.

## Ausbildung und Beruf
Lucke wuchs in Herweg, einem Ortsteil von Moitzfeld auf. Er absolvierte sein Abitur 2009 am Gymnasium Herkenrath und begann nach seinem Wehrdienst 2010 ein Studium der Rechtswissenschaften an der Universität zu Köln. Sein erstes juristisches Staatsexamen legte er 2015 ab, das zweite juristische Staatsexamen 2018, bevor er als Rechtsanwalt zugelassen wurde. Von 2019 bis zum Einzug in den Landtag arbeitete er als angestellter Rechtsanwalt in einer Wermelskirchener Kanzlei.
Lucke ist römisch-katholisch, verheiratet, hat zwei Söhne und lebt in Moitzfeld. Er ist Mitglied der freiwilligen Feuerwehr Bergisch Gladbach, im Bensberger Karneval aktiv sowie seit 2020 Schriftführer der KKV in Bergisch Gladbach.

## Politik
Seit 2007 ist Lucke Mitglied der CDU. Er war von 2012 bis 2014 Vorsitzender der Jungen Union Bergisch Gladbach und seit 2016 Mitglied des Stadtrats Bergisch Gladbach im Wahlbezirk 24 (Bensberg-Süd/Bockenberg). Bei der Kommunalwahl 2020 erhielt er mit 36,54 Prozent der Stimmen ein Direktmandat bei der Wiederwahl. Von 2017 bis 2023 war er Beisitzer im Kreisvorstand der CDU Rhein-Berg und seit 2020 Sprecher der Fraktion für den Ausschuss Infrastruktur und Umwelt, Sicherheit und Ordnung sowie seit September 2023 Kreisschatzmeister.
Am 27. Oktober 2021 wurde Lucke im Bürgerhaus Bergischer Löwe als Direktkandidat für den Landtagswahlkreis Rheinisch-Bergischer Kreis I für die Landtagswahl in Nordrhein-Westfalen 2022 gewählt. In der Stichwahl setzte er sich mit 149 zu 79 Stimmen gegen Claudia Casper durch.
Bei der Wahl am 15. Mai 2022 gewann er mit 37,4 Prozent der Erststimmen seinen Wahlkreis und konnte mit einem Direktmandat in den Landtag einziehen. Er setzte sich dabei unter anderem gegen Tülay Durdu, Kandidatin der SPD, durch, die über einen Listenplatz in den Landtag einziehen konnte.
Als Landtagsabgeordneter ist er ordentliches Mitglied im Rechtsausschuss, im Ausschuss für Heimat und Kommunales, im parlamentarischen Untersuchungsausschuss IV (OVG-Besetzung) sowie stellvertretendes Mitglied im Innenausschuss.